# Cubanocuma gutzui
Cubanocuma gutzui är en kräftdjursart som beskrevs av Mihai Bacescu och Zarui Muradian 1977. Cubanocuma gutzui ingår i släktet Cubanocuma och familjen Nannastacidae. Inga underarter finns listade i Catalogue of Life.